# Liste der Monuments historiques in Blaisy
Die Liste der Monuments historiques in Blaisy führt die Monuments historiques in der französischen Gemeinde Blaisy auf.

## Liste der Objekte
| Bezeichnung    | Beschreibung    | Standort                | Kennzeichnung | Schutzstatus | Datum | Bild           |
| -------------- | --------------- | ----------------------- | ------------- | ------------ | ----- | -------------- |
| Friedhofskreuz | bezeichnet 1793 | Rue de la Mairie (Lage) | PA00078950    | Inscrit      | 1929  | weitere Bilder |